# Antonia Desplat
Antonia Desplat est une actrice française de cinéma et de télévision, née le 28 septembre 1994.

## Biographie

### Famille
Antonia Desplat naît le 28 septembre 1994, fille du compositeur Alexandre Desplat et de la violoniste Dominique Lemonnier,,,,,.
Elle est la sœur de la productrice Ninon Desplat,.

### Formation
Antonia Desplat reçoit initialement une formation musicale (théorie musicale, ballet, chant et guitare) bien qu'elle n'ait jamais voulu devenir musicienne,,,.
Ce sont ensuite ses parents qui l'ont encouragée à devenir actrice et qui lui ont trouvé son premier agent,.
En 2012-2013, Antonia Desplat suit les cours du Drama Centre puis, à partir de 2013, elle étudie à l'East 15 Acting School au Royaume-Uni,,, d'où elle sort diplômée en 2016.

### Carrière
Antonia Desplat commence sa carrière à la télévision française en interprétant en 2006 le rôle de Coralie dans la série Jeff et Léo, flics et jumeaux sous la direction d'Olivier Guignard,,,.
En 2007, elle tient le rôle de Chloé dans la série Famille d'accueil sous la direction d'Antoine Lorenzi,,,.
Elle fait ensuite ses débuts à la télévision britannique en apparaissant dans des séries britanniques comme Victoria en 2017 et La Folle Aventure des Durrell en 2018,,,,,,.
C'est en 2017 qu'elle fait ses débuts au cinéma en interprétant le rôle de Victoire dans le court métrage de James Bort Naissance d'une Étoile aux côtés de Catherine Deneuve,,. En 2018, elle parait dans le thriller historique Operation Finale de Chris Weitz aux côtés d'Oscar Isaac, Ben Kingsley et Mélanie Laurent,.
En 2019, elle remporte le prix de la meilleure actrice au London Independent Film Awards pour son rôle dans le court métrage Held for a Moment, dont elle écrit également le scénario,,,,.
En 2020, elle tourne sous la direction de Wes Anderson dans le film The French Dispatch, un film dont la musique est composée par son père Alexandre Desplat et qui est présenté en 2021 en compétition au festival de Cannes,,,, et apparaît  dans la série télévisée L'Écuyer du roi (The Letter for the King),.
En 2022, Antonia Desplat joue le rôle de Karla Saaranen dans la série Shantaram diffusée sur Apple TV+,,,,,,,.
2024 est une année très active pour l'actrice puisqu'on la voit dans Witchboard de Chuck Russell et dans The Killer's Game de  J. J. Perry,.
La même année, elle interprète dans le film Modi : Three Days on The Wings of Madness de Johnny Depp le rôle de Beatrice Hastings, écrivaine, journaliste et poète anglaise, qui fut l'amour et la muse de Modigliani durant trois ans,,,,,,,,,, un rôle qu'elle a préparé en faisant énormément de recherches et en lisant de nombreux livres, dont une biographie d'environ 1 700 pages,.
2025 voit son retour à la télévision française avec la série Made in France sur France 2 où elle obtient un des trois rôles principaux, aux côtés de Cécile Bois et Thierry Neuvic,,,,. Elle apprécie énormément sa collaboration avec Cécile Bois dans cette série: « J'étais dans un état d'esprit très stressé parce qu'il ne s'agissait que de mon deuxième boulot en France. J'étais donc intimidée à l'idée de travailler en français et d'avoir autant de texte… Mais Cécile m'a prise sous son aile. ». 
Antonia Desplat apparaît également en 2025 dans la série Plaine orientale sur Canal+.
Elle retrouve ensuite en 2025 la caméra de Wes Anderson dans The Phoenician Scheme aux côtés de Charlotte Gainsbourg, Scarlett Johansson, Tom Hanks et Willem Dafoe,.
Antonia Desplat est, par ailleurs, la fondatrice de la société de production cinématographique londonienne Luna Moon Productions.

## Filmographie

### Télévision

#### Séries télévisées
- 2006 : Jeff et Léo, flics et jumeaux : Coralie
- 2007 : Famille d'accueil : Chloé
- 2017 : Victoria
- 2018 : La Folle Aventure des Durrell
- 2020 : L'Écuyer du roi (The Letter for the King)
- 2022 : Shantaram : Karla Saaranen
- 2025 : Made in France de Mathilde Vallet : Olympe
- 2025 : Sandman : Perséphone
- 2025 : The Gold : Léna
- 2025 : Plaine orientale : Alexandra Guerrieri

### Cinéma
- 2017 : Naissance d'une Étoile de James Bort : Victoire
- 2018 : Operation Finale de Chris Weitz
- 2019 : Held for a Moment d'Edward Japp : Alice
- 2020 : The French Dispatch de Wes Anderson
- 2024 : Witchboard de Chuck Russell : Naga Soth
- 2024 : The Killer's Game de  J. J. Perry : Aimee
- 2025 : The Phoenician Scheme de Wes Anderson : la deuxième épouse
- 2025 : Modi : Three Days on The Wings of Madness de Johnny Depp : Beatrice Hastings

## Distinctions
- 2019 : prix de la meilleure actrice au London Independent Film Awards pour le court métrage Held for a Moment[13]